# 141-й специальный моторизованный полк имени А. А. Кадырова
141-й специальный моторизованный полк имени Героя Российской Федерации А. А. Кадырова (условное наименование — Войсковая часть № 4156, полк «Север», Полк А.-Х. Кадырова; прозвище — кадыровцы) — полк в составе Отдельной ордена Жукова бригады оперативного назначения Северо-Кавказского округа Войск национальной гвардии Российской Федерации, дислоцирующийся в городе Грозный, Чеченская Республика.
Полк был образован из 248-го специального моторизованного батальона «Север», сформированного 29 мая 2006 года. Командиром воинской части с декабря 2017 года является М. С. Тушаев (с июня 2022 — подполковник). Полк также выполняет функции личной охраны главы Чеченской Республики Рамзана Кадырова.
С батальоном «Север» связывают убийство Бориса Немцова.

## История

### 248-й осмб «Север»
Глава Чечни Р. А. Кадыров о батальоне «Север» в 2021 году: «Подразделение, у истоков становления которого стоял Первый Президент ЧР, Герой России Ахмат-Хаджи Кадыров, является одним из самых боеспособных в системе ФСВНГ РФ. С даты формирования полка личный состав прошёл славный ратный путь. На его счету более тысячи спецопераций, в ходе которых пресечена преступная деятельность сотен членов НВФ». «Кадыровцами» изначально называли членов возглавляемой Рамзаном Кадыровым Службы безопасности президента Чеченской республики Ахмата Кадырова; термин также используется для обозначения расположенных на территории Чеченской Республики представителей силовых структур, находящихся под непосредственным патронажем Главы Чеченской Республики Р. А. Кадырова.
Полк ведет свою историю с 29 мая 2006 года, когда на территории Чеченской Республики на основании приказа министра внутренних дел России был сформирован и приступил к несению боевой службы 248-й отдельный специальный моторизованный батальон (осмб) «Север» Внутренних войск МВД России, который организационно вошёл в состав 46-й Отдельной бригады оперативного назначения Северо-Кавказского регионального командования ВВ МВД России. В подразделение, получившем прозвище «Кадыровцы», были приняты на службу бывшие сотрудники Службы безопасности президента Чеченской Республики Ахмата Кадырова. Батальон состоял из трёх патрульных рот, разведывательной роты, а также подразделений обеспечения: взводов медицинского, связи, материально-технического обеспечения. Батальон комплектовался военнослужащими, проходящими военную службу по контракту.
Командиром батальона «Север» (с 2010 — 141-го специального моторизованного полка) до 2015 года был Герой Российской Федерации полковник А. С. Делимханов.

### 141-й СпМП после 2009 года
В 2009 году 248 осмб «Север» был преобразован в 141-й специальный моторизованный полк, и с осени 2010 года начал комплектоваться также военнослужащими, проходящими военную службу по призыву.
Указом президента Российской Федерации от 10 августа 2011 года «за массовый героизм и отвагу, стойкость и мужество, проявленные личным составом полка в боевых действиях по защите Отечества и государственных интересов в условиях вооруженных конфликтов, и, учитывая заслуги в мирное время», 141-му специальному моторизованному полку внутренних войск МВД России присвоено почетное наименование «имени Героя Российской Федерации Ахмата-Хаджи Кадырова».
В 2015 году командира полка численностью 700 бойцов А. С. Делимханова сменил Р. Р. Абдулкадиров. К 2016 году на территории, где дислоцируется полк, функционирует мечеть, полностью оборудованный спортивный зал, столовая, клуб, детский сад, казармы и многоквартирные дома, в которых военнослужащие проживают со своими семьями.
В 2017 году Р. Р. Абдулкадиров был снят с поста за систематическое вымогательство денег у подчинённых, позднее он также был обвинён в убийстве трёх женщин. На его место 20 декабря 2017 года был назначен М. С. Тушаев.

### Участие в военной операции в Сирии
С апреля 2018 года полк принимает участие в военной операции России в Сирии первым из всех подразделений Росгвардии. За участие в сирийской операции командир полка М. Тушаев был награждён медалью ордена «За заслуги перед Отечеством» II степени с мечами.

### Участие во вторжении России на Украину
В 2022 году полк принимает участие во вторжении России на Украину, в основном используются как войска второго эшелона, заходящие в тот или иной район, после того, как российские войска займут его.
Полк был задействован в боях за аэропорт «Антонов» под городом Гостомелем. 26 февраля 2022 года появилась информация о ликвидации командира полка Магомеда Тушаева, однако позже она была опровергнута.
Военнослужащие полка принимали участие в массовых убийствах гражданского населения в городе Буча. Полк участвовал в боях за Попасную.

## Эмблема полка
Геральдический знак — эмблема войсковой части 4156 представляет собой треугольный, вытянутый книзу щит с золотой каймой. В краповом поле щита — золотые историческая башня и нефтяная вышка, опирающиеся на золотое основание, и между ними круглый щит с золотой каймой со скрепами, за которым расположены золотой меч, поставленный вертикально, рукоятью вверх, и две золотые стрелы, скрещенные по диагонали и направленные вверх. В зелёном поле круглого щита на червленой, обремененной серебряным поясом оконечности — серебряная мечеть, имеющая оконные и дверные проемы в цвет поля, лазоревые кровли, золотой шпиль с полумесяцем рогами вверх на главном куполе и две пары серебряных минаретов с лазоревыми кровлями, имеющими золотые навершия; мечеть и минареты стоят на серебряном основании в виде трех ступеней.
В качестве надглавной фигуры используется золотой геральдический знак — эмблема войск национальной гвардии Российской Федерации. По сторонам щита в столб — серебряные с золотыми рукоятями кинжалы острием вверх, перевитые краповой девизной лентой с надписью под щитом золотыми литерами: «имени Героя России А. А. Кадырова».
Эмблема утверждена приказом Федеральной службы войск национальной гвардии Российской Федерации от 15 октября 2020 № 405.

## Руководство и состав полка
С 20 декабря 2017 года исполняющим обязанности командира полка является заместитель командира полка М. С. Тушаев; с 5 апреля 2018 года — в должности командира полка. Магомед Тушаев родился 23 февраля 1986 года, в 2004 году с матерью (Сану Оздамирова) жил в Карачаево-Черкесии; в 2005 году окончил среднюю школу № 1 села Серноводское на западе Чечни; в 2014 году окончил Институт финансов и права в городе Махачкале (Дагестан). До назначения командиром полка «Север» был командиром одного из подразделений СОБР «Терек» ФСВНГ РФ. В качестве командира полка в 2018 году участвовал в военной операции в Сирии, в 2022 году участвует во вторжении России на Украину. Подполковник (с июня 2022) М. С. Тушаев является кавалером двух Орденов Мужества, награждён медалью ордена «За заслуги перед Отечеством» II степени с мечами, а также высшей наградой Чеченской Республики — орденом Кадырова. В июне 2022 года Магомед Тушаев был удостоен медали «Памяти Ахмата-Хаджи Кадырова, Первого Президента Чеченской Республики».
Под командованием майора М. С. Тушаева на 2021 год находилось 712 бойцов-контрактников и 75 военнослужащих срочной службы; 6 служащих являются обладателями краповых беретов.